# اریواکا (آریزونا)
اریواکا (به انگلیسی: Arivaca) یک منطقهٔ مسکونی در ایالات متحده آمریکا است که در شهرستان پیما، آریزونا واقع شده‌است. اریواکا ۷۱٫۹۴ کیلومتر مربع مساحت و ۳۵٬۸۴۰ نفر جمعیت دارد و ۱٬۱۱۰ متر بالاتر از سطح دریا واقع شده‌است.